# Saturday (гурт)
Saturday (кор. 세러데이) — південнокорейський жіночий гурт, сформований SD Entertainment у 2018 році. Гурт дебютував 18 липня 2018 року з сингл-альбомом MMook JJi BBa. Гурт наразі складається з Ханиль, Джуйон, Юкі, Айон та Мінсо.

## Учасниці

### Поточні
- Ханиль (하늘)
- Джуйон (주연)
- Юкі (유키)
- Айон (아연)
- Мінсо (민서)

### Колишні
- Чжевон (채원)
- Чохі (초희)
- Сіон (시온)
- Сонха (선하)

## Дискографія

### Сингл-альбоми
| Назва                  | Деталі альбому                                                                                   | Пікові позиції у чартах | Продажі                 |
| Назва                  | Деталі альбому                                                                                   | KOR                     | Продажі                 |
| ---------------------- | ------------------------------------------------------------------------------------------------ | ----------------------- | ----------------------- |
| MMook JJi BBa (묵찌빠) | - Реліз: 18 липня 2018 - Лейбл: SD Entertainment, Genie Music - Формат: CD, цифрове завантаження | —                       | Н/Д                     |
| Follow Saturday        | - Реліз: 13 лютого 2019 - Лейбл: SD Entertainment, Kakao M - Формат: CD, цифрове завантаження    | —                       | Н/Д                     |
| IKYK                   | - Реліз: 19 вересня 2019 - Лейбл: SD Entertainment, YG Plus - Формат: CD, цифрове завантаження   | 31                      | - Південна Корея: 2,340 |
| D.B.D.B.DIB            | - Реліз: 3 серпня 2020 - Лейбл: SD Entertainment - Формат: CD, цифрове завантаження              | 26                      | - Південна Корея: 2,899 |
| Only You               | - Реліз: 22 січня 2021 - Лейбл: SD Entertainment - Формат: CD, цифрове завантаження              | 40                      | - Південна Корея: 2,631 |

### Сингли
| Назва                                                                            | Рік  | Пікові позиції у чартах | Продажі (завантаження) | Альбом                 |
| Назва                                                                            | Рік  | KOR                     | Продажі (завантаження) | Альбом                 |
| -------------------------------------------------------------------------------- | ---- | ----------------------- | ---------------------- | ---------------------- |
| «MMook JJi BBa» кор. (묵찌빠)                                                    | 2018 | —                       | Н/Д                    | MMook JJi BBa (묵찌빠) |
| «In Your Eyes»                                                                   | 2018 | —                       | Н/Д                    | To Sunday Christmas    |
| «WiFi» кор. (와이파이)                                                           | 2019 | —                       | Н/Д                    | Follow Saturday        |
| «Gwiyomi Song (Saturday)» кор. (귀요미송 (세러데이))                             | 2019 | —                       | Н/Д                    | To Sunday Gwiyomi      |
| «BByong» кор. (뿅)                                                               | 2019 | —                       | Н/Д                    | IKYK                   |
| «D.B.D.B.DIB»                                                                    | 2020 | —                       | Н/Д                    | D.B.D.B.DIB            |
| «Only You»                                                                       | 2021 | —                       | Н/Д                    | Only You               |
| «—» релізи, що не потрапили у чарти або не були випущені у відповідних регіонах. |      |                         |                        |                        |

### Саундтреки
| Назва                                                                            | Рік  | Пікові позиції у чартах | Продажі (завантаження) | Альбом                          |
| Назва                                                                            | Рік  | KOR                     | Продажі (завантаження) | Альбом                          |
| -------------------------------------------------------------------------------- | ---- | ----------------------- | ---------------------- | ------------------------------- |
| «Little Star (Vocal Haneul, Yuki)»                                               | 2020 | —                       | Н/Д                    | Love Tampering Season 3 OST     |
| «First Meeting» (кор. 첫 만남)                                                   | 2021 | —                       | Н/Д                    | Love Tampering 2021 OST         |
| «Come to Me» (кор. 첫다가와 줘)                                                  | 2021 | —                       | Н/Д                    | Fragrant Coincidence OST Part.2 |
| «—» релізи, що не потрапили у чарти або не були випущені у відповідних регіонах. |      |                         |                        |                                 |